# Gerald Buder
Gerald Buder (10 d'octubre de 1962) va ser un ciclista amateur de l'Alemanya de l'Est que es dedicà al ciclisme en pista. Del seu palmarès destaca la medalla de bronze al Campionat del món de persecució per equips de 1982.